# Eritrea
Eritrea (tigrajsky ኤርትራ, Ertra), plným názvem Stát Eritrea (tigrajsky ሃግሬ ኤርትራ, Hagara Ertra), je stát na pobřeží Rudého moře v oblasti Afrického rohu ve východní Africe. Na západě sousedí se Súdánem, na jihu s Etiopií a na východě s Džibutskem. K roku 2009 měla 5 073 000 obyvatel. Hlavním městem je Asmara. Úřední jazyk Eritrea oficiálně nemá, v praxi se užívají tigrajština, arabština a angličtina. Dalším jazykem, kterým mluví více než 50 % obyvatel, je italština.
Počátky Eritreje spadají do období kolem roku 1000 př. n. l., kdy se na jejím území usadily semitské národy. Zhruba od 3. století př. n. l. se v oblasti Eritreje rozkládala aksumská říše, jejíž vládci přijali po roce 325 křesťanství. Úpadek obchodu a muslimská expanze zavinily izolaci Aksúmu od okolního světa a rozklad vlády na pobřeží. To později částečně osídlili Arabové, s nimiž se zde rozšířil islám. Aksumská a později etiopská moc nebyla v Eritreji příliš silná. Od 16. století zde drželi pobřežní města Osmané, po nich Egypťané, Britové a nakonec Italové, kteří zde roku 1890 oficiálně vyhlásili kolonii Eritreu. Za italské vlády došlo k rozvoji infrastruktury a k modernizaci společnosti. Po druhé světové válce připadla Eritrea Etiopii, proti jejíž nadvládě vedlo několik eritrejských ozbrojených skupin od 60. let válku. Ta byla úspěšně završena roku 1993, kdy Eritrea získala nezávislost. V Eritreji nyní panuje diktátorský režim vedený Lidovou stranou za demokracii a spravedlnost, v jejímž čele stojí prezident Isaias Afwerki. Silnou pozici má v zemi armáda.
Jedná se o jednu z nejchudších zemí světa. Většinu podniků a firem vlastní armáda, špičky vlády nebo podnikatelé s nimi spojení. Ve srovnání s vyspělým světem je zde nemodernizované zemědělství závislé na dešťových srážkách, průmysl upadá a jediný ziskovější sektor představují banky. Vzhledem k několika nedávným vojenským srážkám převládá silná militarizace společnosti, v armádě a v národní službě pracuje na 600 000 nedobrovolných rekrutů. Sociální služby ani demokratické instituce zde nefungují, neexistuje faktické oddělení jednotlivých složek státní moci. Silně upadá školství, rovněž militarizované. Polovina obyvatelstva žije pod hranicí chudoby. V poslední době udržuje Eritrea lepší vztahy zejména se Súdánem, Íránem a Čínou. Zhruba polovina obyvatelstva jsou křesťané, téměř stejný podíl mají muslimové, jen malá část obyvatelstva praktikuje tradiční domorodá náboženství, mnohé muslimské či křesťanské menšiny jsou potírány. V zemi se vyskytuje devět etnik, nejvýznamnější z nich jsou Tigrajové a Tigrejové.

## Etymologie
Jméno země pochází od latinského názvu Rudého moře, Mare Erythreum. Tento název přejali i Italové, kteří zde ke konci 19. století získali kolonie a postupně svůj vliv rozšířili na celé dnešní eritrejské území. V italizované podobě se vžil název Eritrea, jímž byla označena celá kolonie, oficiálně vyhlášená 1. ledna 1890.

## Dějiny

### Aksum

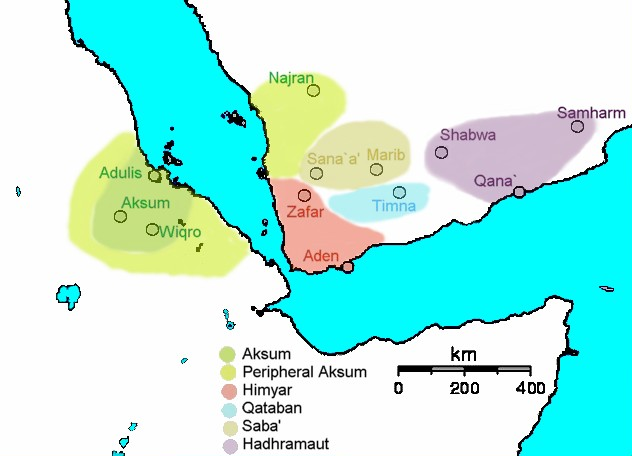
Aksumská říše kolem roku 230

Zhruba kolem roku 1000 př. n. l. se objevili na eritrejském pobřeží lidé semitského původu, kteří se přeplavili do Eritreje přes Rudé moře z Arábie. Tito přistěhovalci z jihoarabského království Sába založili v dnešním etiopském vnitrozemí říši s centrem ve městě Aksúm, která je lépe zdokumentována od 3. století př. n. l. Dle později zapsaných legend zde měli vládnout Šalomounovci, potomci Menelika I., který se narodil královně ze Sáby a židovskému králi Šalomounovi. Někdy po roce 325 přijal tamější vládce Ezana křesťanství, jež se stalo státním náboženstvím. Do 6. století si aksumský stát udržoval silné postavení v oblasti Rudého moře, a to zejména díky tomu, že kontroloval pozice jak na eritrejském pobřeží, tak v jižní Arábii. Arabská území drželi aksumští vládci do roku 525, kdy došlo k jejich osamostatnění. Aksumité se podíleli na obchodu a udržovali kontakty s okolními civilizacemi, vedle Egypta a Arábie i se starověkým Řeckem a Římem. Významným eritrejským přístavem byl v této době Adulis, nacházející se poblíž dnešní Zuly.

### Příchod muslimů
Zatímco vliv i bohatství Aksumu postupně upadaly, od počátku 7. století se v Arábii utvářelo nové náboženské hnutí – islám. Když jeho prorok Mohamed byl v roce 622 donucen opustit se svými souvěrci Mekku, poslal část muslimů i do Etiopie, kde byli vlídně přijati. Přestože aksumský vládce odmítl po Mohamedově vítězství přijmout islám, poslal nazpět Mohamedovy následovníky s mnoha dary. Tím byly na několik staletí umožněny více či méně mírové styky. Muslimové se v Etiopii usazovali, zejména na pobřeží Rudého moře. Byli tolerování etiopskou mocí a žili často ve vazalském poměru s etiopskými vládci. Aksumský a posléze i etiopský stát, do značné míry izolovaný od světa a se sídelním městem dále na jih od pobřeží, nedržel nad pobřežím pevnější ruku a zdejší vládci byli spojeni s etiopskými panovníky jen velmi volně. Aksum začal od 9. století kolabovat. Ve 13. století převzali nad etiopským vnitrozemím moc příslušníci dynastie Zagwe, zhruba sto let po nich znovu nastoupivší šalomounská dynastie. Přístup do vnitrozemí Etiopie z eritrejského pobřeží v této době chránila napůl autonomní oblast, jejíž vládci nesli titul bahr negaš, vládce moře.

### Osmané a počátky kolonialismu

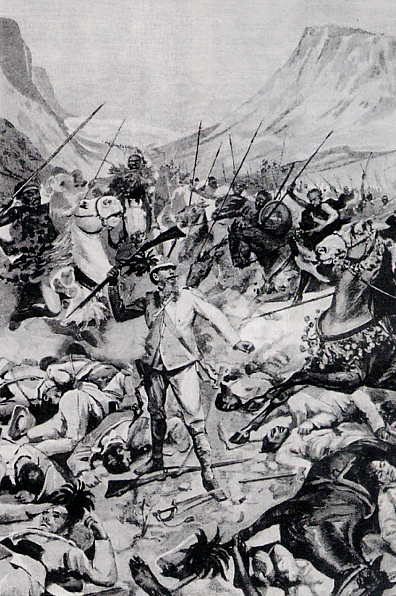
Výjev z bitvy u Adwy

V 16. století získali eritrejský přístav Massawu a Dahlácké ostrovy Osmané. Eritrejské území rovněž zasáhla válečná tažení adalského imáma a generála Ahmada ibn Ibráhíma al-Gázího (Ahmad Graňň), který byl roku 1543 poražen a zabit etiopskými vojsky podporovanými Portugalci. Osmanská říše, jež adalského sultána podporovala, využila situace a získala v oblasti další území, která si s krátkými přestávkami udržela až do roku 1865, kdy je předala Egypťanům. Od roku 1869, kdy byl otevřen Suezský průplav, se Rudé moře stalo předmětem zájmu a soupeření velmocí. Poté, co se Britům podařilo potlačit mahdistiscké povstání v Súdánu, přenechali jimi okupované eritrejské území roku 1885 Itálii, výměnou za privilegia v eritrejských přístavech. Itálie zde měla pod kontrolou již menší území držené mezi lety 1869 až 1880 soukromou italskou společností, která je roku 1882 předala italské vládě. Etiopský císař Menelik II. posléze roku 1889 ve wichalské dohodě uznal italské koloniální zisky a 1. ledna 1890 bylo Itálií získané území oficiálně označeno jako italská kolonie pod názvem Eritrea. Přestože se poté Italové střetli s etiopskými armádami roku 1896 v bitvě u Adwy a prohráli, eritrejské území si díky špatné vnitropolitické situaci v Etiopii ponechali a v nové smlouvě z Addis Abeby znovu uznal Menelik II. jejich dosavadní zisky výměnou za uznání etiopské suverenity.

### Italská Eritrea

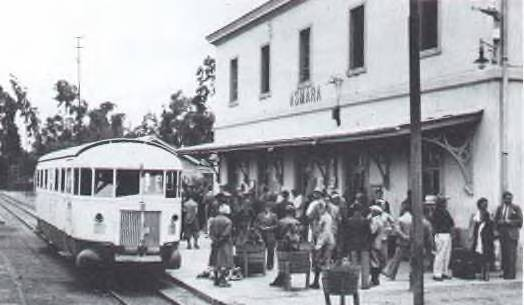
Železniční stanice v Asmaře roku 1938

Nová kolonie se měla stát pro Itálii zásobištěm levné pracovní síly a dodavatelem tropických plodin. Začala rozsáhlá výstavba infrastruktury, příliv italských kolonistů a vznik městských center ve vnitrozemí, kde dosud žádná města neexistovala. Zemědělská půda však byla primárně rezervována pro italské zemědělce, což vedlo k odchodu domorodců do měst, kde rozšiřovali řady námezdných dělníků. Na druhou stranu díky investicím v zemi do 30. let 20. století vznikla síť celoročních silnic, železnice a dvě letiště. Provedly se též četné reformy v zemědělství a zdravotnictví. V souvislosti s industrializací došlo i k vytvoření vrstvy eritrejské inteligence. Mnoho Eritrejců bylo zaměstnáno ve veřejné správě. Kolonie však znamenala pro Itálii především finanční zátěž, protože zisky z ní nepokryly výdaje na její správu.
Soužití mezi kolonisty a domorodým obyvatelstvem bylo vcelku pokojné, dokud se v roce 1922 moci v Itálii nechopil fašistický režim Benita Mussoliniho. Byla zavedena segregace a Eritrejci mohli v rámci správy zastávat jen nižší posty; agrární reformy nadále probíhaly, byly ale omezeny na farmy v majetku Italů, kterých bylo v zemi podle odhadů až 70 000. Itálie brala kolonii jako základnu k útoku na Etiopii a podle toho také území spravovala. Tisíce Eritrejců tak muselo narukovat v polovině 30. let do armády kvůli přípravě na invazi do Etiopie, po jejímž dobytí se Eritrea stala součástí takzvané Italské východní Afriky. Italská vláda skončila roku 1941, kdy v rámci druhé světové války britská vojska zvítězila nad Italy v bitvě u Kerenu a úspěšně obsadila eritrejské území.

### Federace s Etiopií

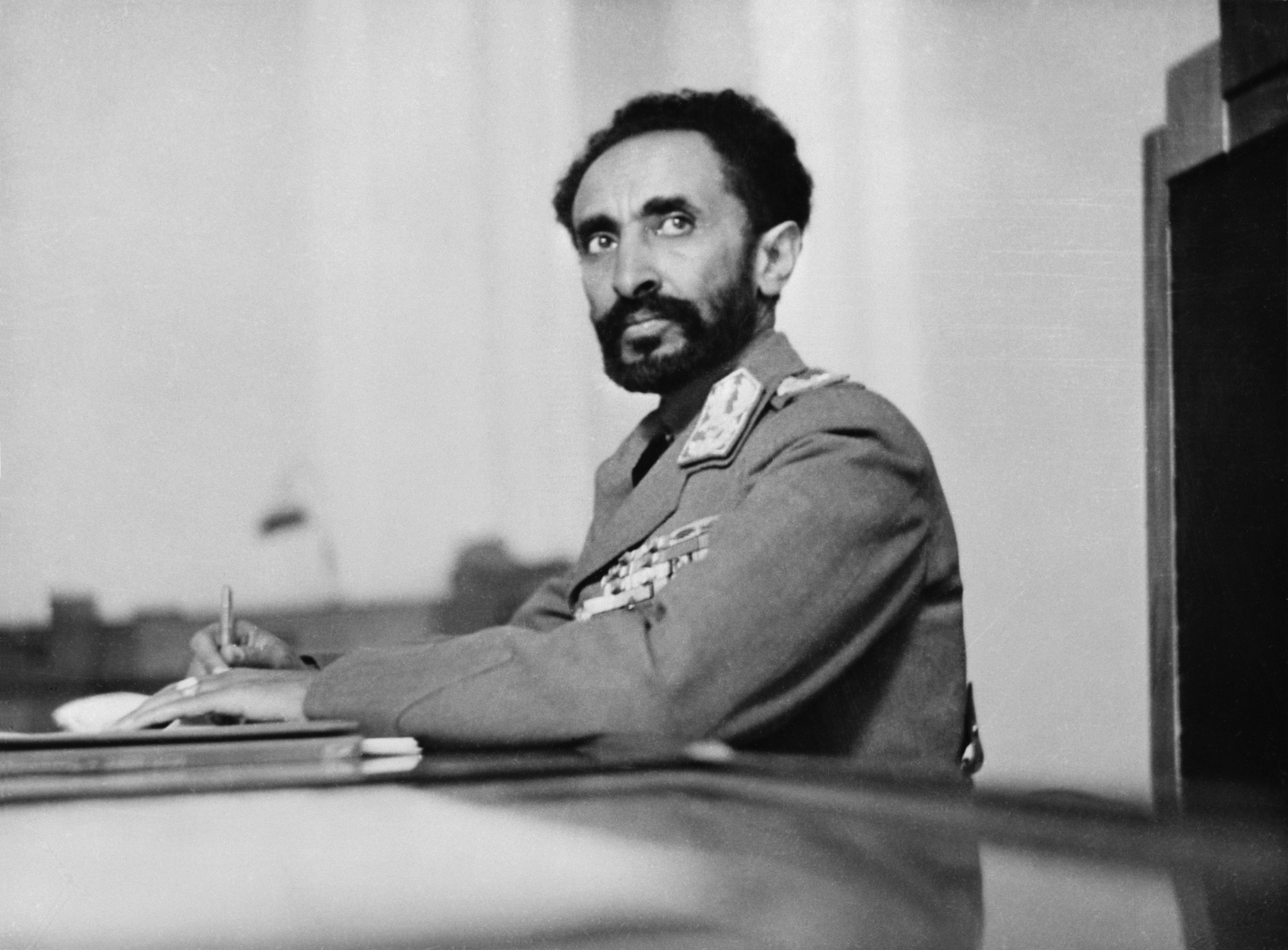
Etiopský císař Haile Selassie I.

Mezi lety 1941 a 1952 spravovali Eritreu Britové na základě rozhodnutí spojeneckých velmocí (Spojené státy americké, Sovětský svaz, Velká Británie a Francie) jako protektorát. Zároveň se v poválečných letech vedla debata o dalším osudu země. Britové navrhovali její rozdělení na základě křesťanské a muslimské populace s tím, že by se tyto části předaly Etiopii a Súdánu. Naopak Sovětský svaz, v domnění, že v italských volbách brzy vyhrají komunisté, navrhoval Itálii vrátit její bývalou kolonii. O slovo se hlásily i arabské státy, které navrhovaly vyhlásit eritrejskou samostatnost. Tento názor převládal i v eritrejské společnosti.
Na základě jednání OSN bylo nakonec území Eritreje přičleněno k Etiopii v podobě federace. Eritrejské zastupitelské orgány měly mít v rámci spojení s Etiopií na starosti vnitřní záležitosti, tedy policii, místní správu a daně. Federální vláda, respektive císařská administrativa, naopak měla pod kontrolou zahraniční záležitosti a obchod, obranu, finance a dopravu. Od počátku však Eritrejci, zvyklí na modernější politický život za vlády Italů a zejména Britů, pociťovali vůči zaostalé, feudální a silně centralizované Etiopii pocit nadřazenosti. K dobrým vzájemným vztahům nepřispěl ani fakt, že etiopský císař Haile Selassie I. se pokoušel autonomii Eritreje se vzrůstající tendencí omezovat, například zrušil užívání vlastní vlajky, zavedl namísto arabštiny a tigrajštiny etiopskou úřední řeč amharštinu a přesunul množství průmyslu do Etiopie. Vzrůstající animozitu tedy způsobovalo i zanedbávání dalšího ekonomického rozvoje, protože Eritrea pomalu ztrácela oproti Etiopii svůj původní náskok. Císařovo úsilí bylo završeno roku 1962, kdy byla federace formálně zrušena a Eritrea přičleněna k Etiopii.

### Válka za nezávislost

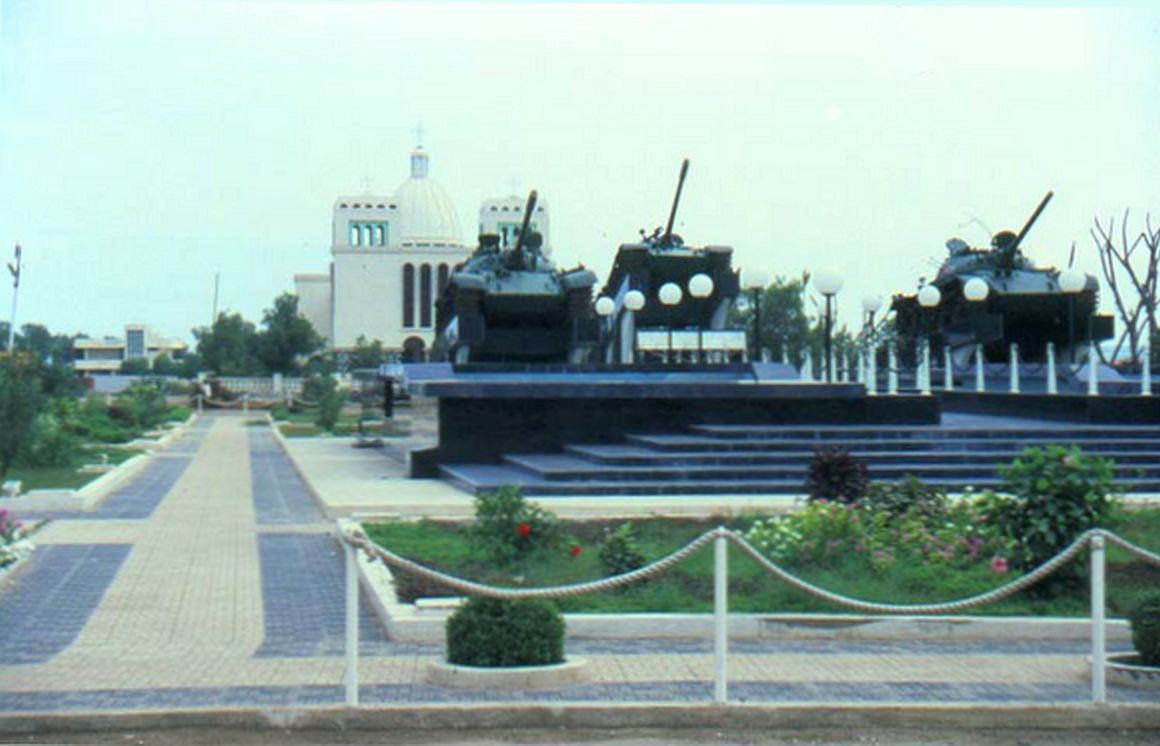
Památník na válku za nezávislost v Massawě

Organizovaný odpor vůči etiopské nadvládě začal již roku 1958 založením Eritrejského osvobozeneckého hnutí (ELM), v němž převažovali studenti, intelektuálové a městští dělníci. Již o čtyři roky později bylo hnutí odhaleno a zneškodněno. Další významnou organizací byla Eritrejská osvobozenecká fronta (ELF) založená roku 1960, v níž zpočátku převládali muslimové a jež byla podporována ze strany Sýrie, Íránu, Súdánu a dalších muslimských států. V druhé polovině 60. let získala ELF značnou podporu mezi rolníky. Roku 1971 již byla situace tak vážná, že císař v zemi vyhlásil stanné právo a přemístil sem takřka polovinu armády.
Vzájemné spory vedly k částečnému rozpadu hnutí, když několik skupin ELF opustilo a spojilo se v Eritrejskou lidovou osvobozeneckou frontu (EPLF), v níž časem získali hlavní slovo křesťanští studenti. Nová odbojová organizace byla svým založením sekulární a ideologicky orientovaná směrem k marxismu. Mezi oběma skupinami se rozhořela rivalita pokračující i za bojů s císařským a od roku 1974 etiopským komunistickým režimem pod vládou takzvaného dergu neboli rady. Do roku 1981 se však podařilo EPLF svého konkurenta zlikvidovat. Eritrejská lidová osvobozenecká fronta navázala styky i s etiopskými povstalci, zejména Tigrajskou osvobozeneckou frontou, a společným úsilím se podařilo roku 1991 komunistický režim svrhnout. Zatímco v Etiopii vznikla širší koalice původních povstalců s názvem Etiopská lidová revoluční demokratická fronta (EPRDF), eritrejské území se nacházelo pod kontrolou EPLF. Po vzájemné dohodě s EPRDF se v zemi konalo v dubnu 1993 referendum, v němž se výrazná většina obyvatel rozhodla pro samostatnost. Ta byla vyhlášena 24. května 1993.

### Soudobá Eritrea

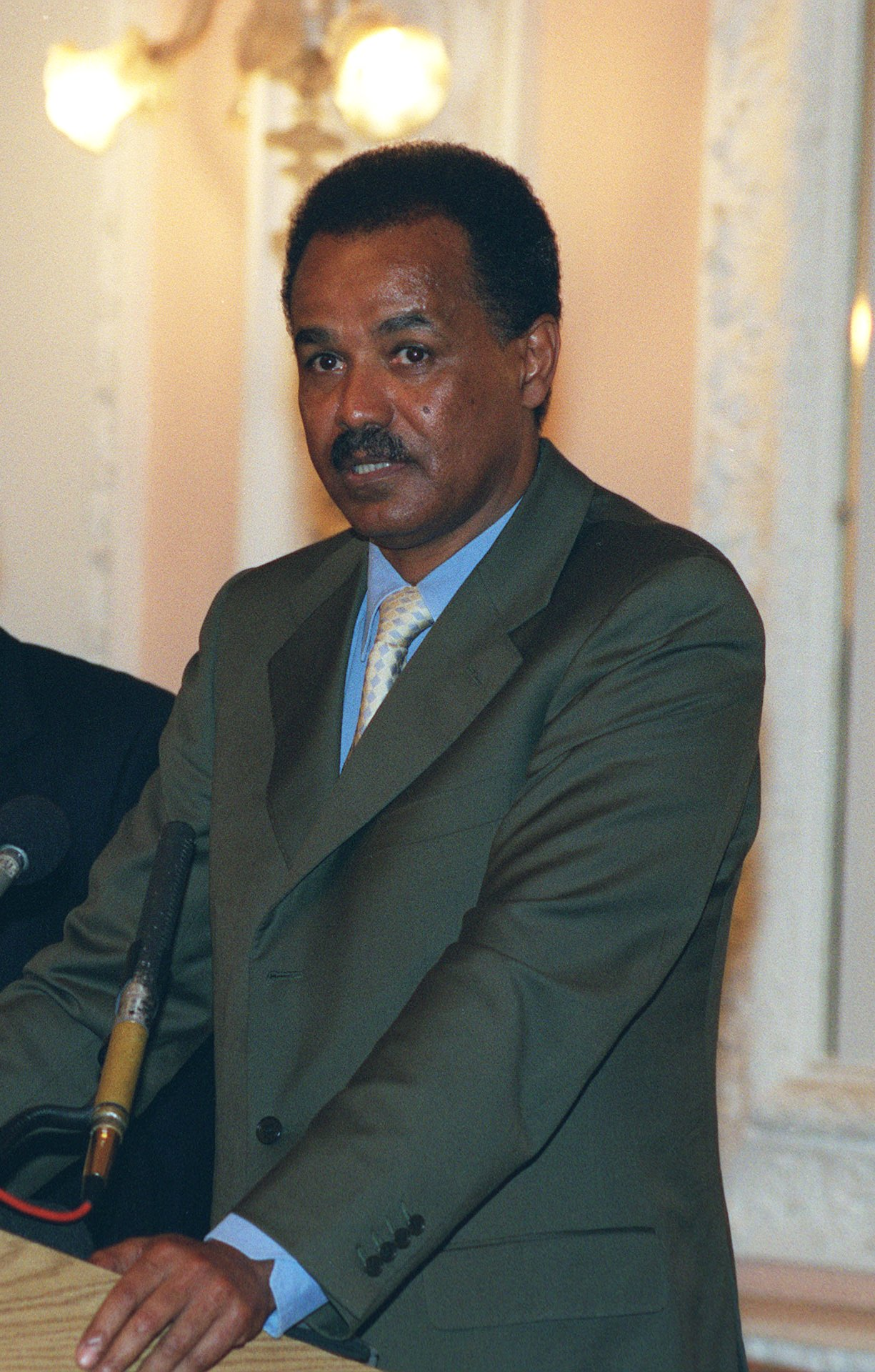
Eritrejský prezident Isaias Afwerki

Prvním prezidentem nového státu se stal dosavadní vůdce EPLF Isaias Afwerki. Samotná EPLF se transformovala v politickou stranu zvanou Lidová fronta za demokracii a spravedlnost (PFDJ) a roku 1997 byla vypracována ústava, která však dosud nevstoupila v platnost. Původní vláda PFDJ měla být přechodná, dokud nedojde k řádným volbám, ty se však dosud nekonaly a jejich termín se neustále odkládá. V letech 1995 až 1996 svedla Eritrea krátký, ale krvavý konflikt s Jemenem o Haníšské ostrovy, které byly nakonec přiznány Jemenu. Původní vřelé vztahy s Etiopií se začaly rychle zhoršovat vzhledem ke sporům o obchodní záležitosti, přístup k eritrejským přístavům a přesné vytyčení hranic. Roku 1998 mezi oběma státy vypukla válka, v níž zemřelo kolem 100 000 vojáků a čtvrtina eritrejské populace musela opustit své domovy. Pro Eritreu měl konflikt, který oficiálně skončil v prosinci 2000, i další katastrofální důsledky – původně rychle se rozvíjející ekonomika utrpěla citelné ztráty, z nichž se vzpamatovává dodnes. Zprostředkování OSN a oddělení bojujících stran mezinárodními jednotkami nevedlo k požadovanému výsledku. Roku 2008 jim odepřela Eritrea pohonné hmoty, takže jejich mise musela být ukončena. Téhož roku propukl také krátký konflikt s Džibutskem, rovněž kvůli nejasnostem ve vymezení hranic. Ve vnitřní politice si režim podle nadace Bertelsmann udržuje moc pomocí autoritářských až totalitních postupů. V roce 2001 se proti režimu konaly velké protesty, vládní složky však proti nim tvrdě zasáhly. Na útlak reagují obyvatelé země ve velkém útěkem do zahraničí, podle britského profesora Gaima Kibreaba je Eritrea nejrychleji se vyprazdňujícím státem na světě.

## Státní symboly

### Vlajka
Eritrejská vlajka je tvořena listem o poměru stran 1:2 s červeným žerďovým klínem, s vrcholem ve středu vlajícího okraje a rozdělující vlajku na horní zelené a dolní modré (trojúhelníkové) pole. V červeném klínu je umístěn žlutý eritrejský emblém (vycházejícím ze státního znaku z let 1952–1962) – dvě, do kruhu stočené olivové ratolesti, každá s 11 lístky. Uprostřed je vztyčená větévka se šesti, rozeklanými lístky.

## Geografie

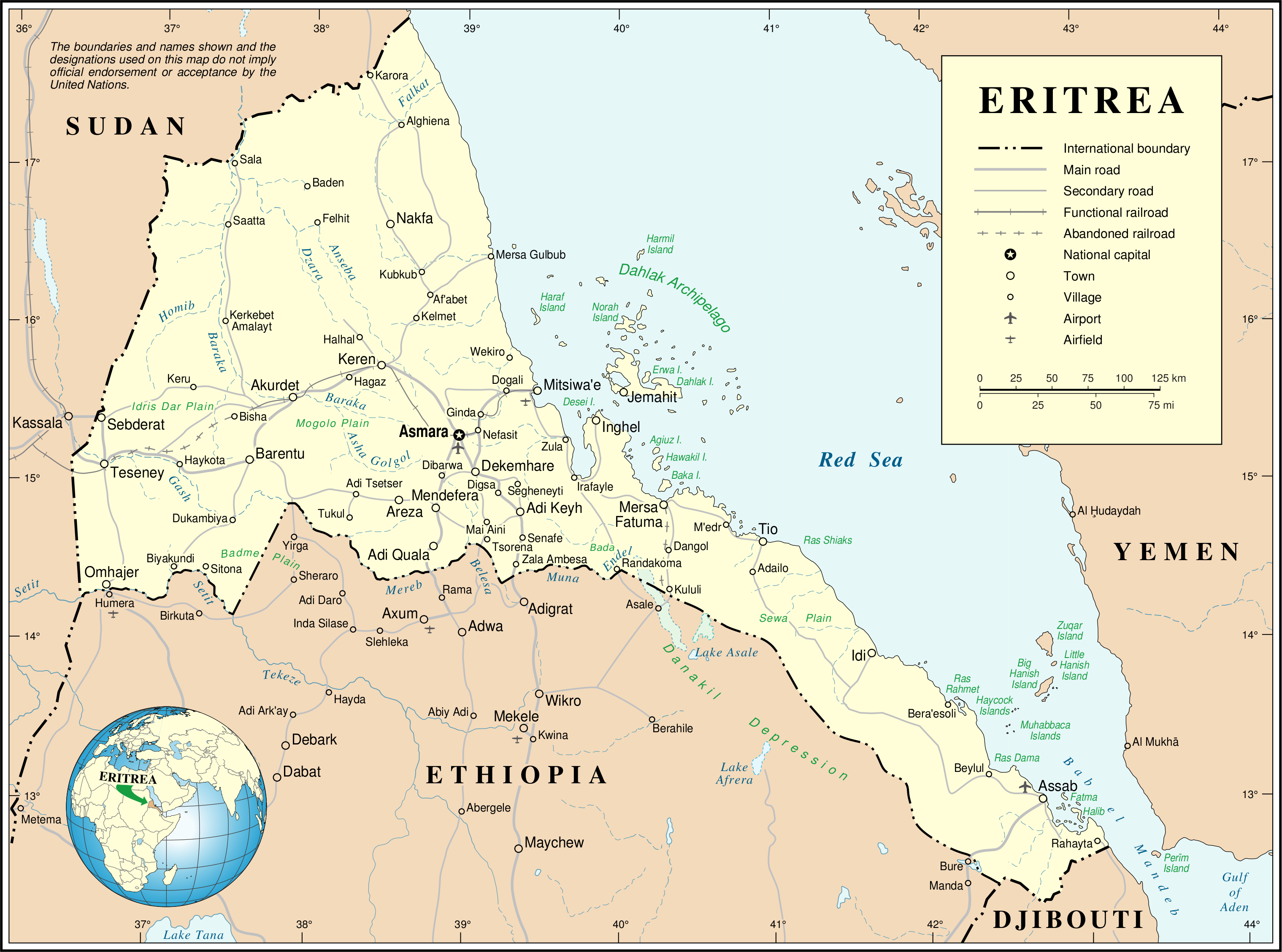
Mapy Eritreje

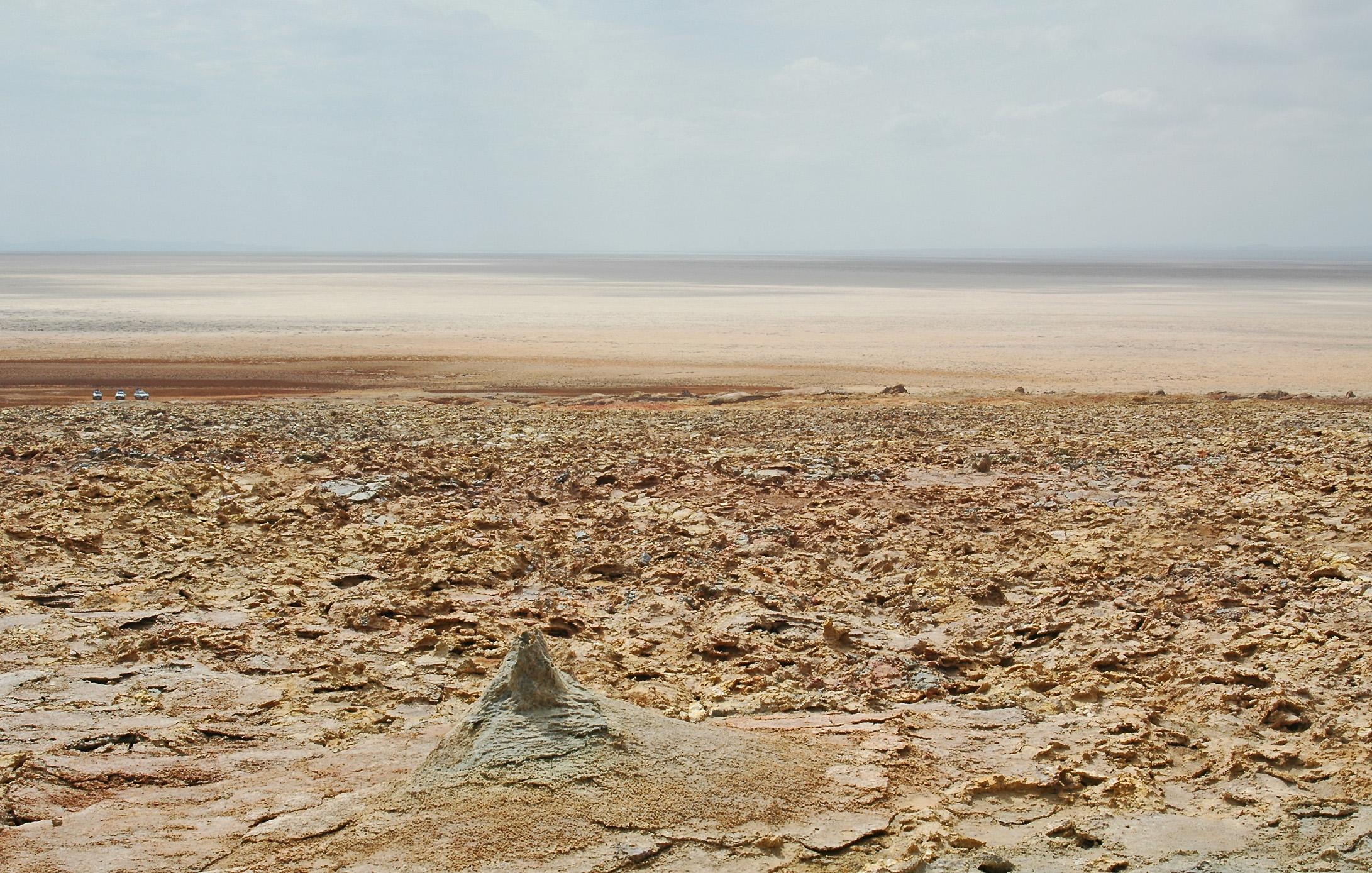
Danakilská proláklina

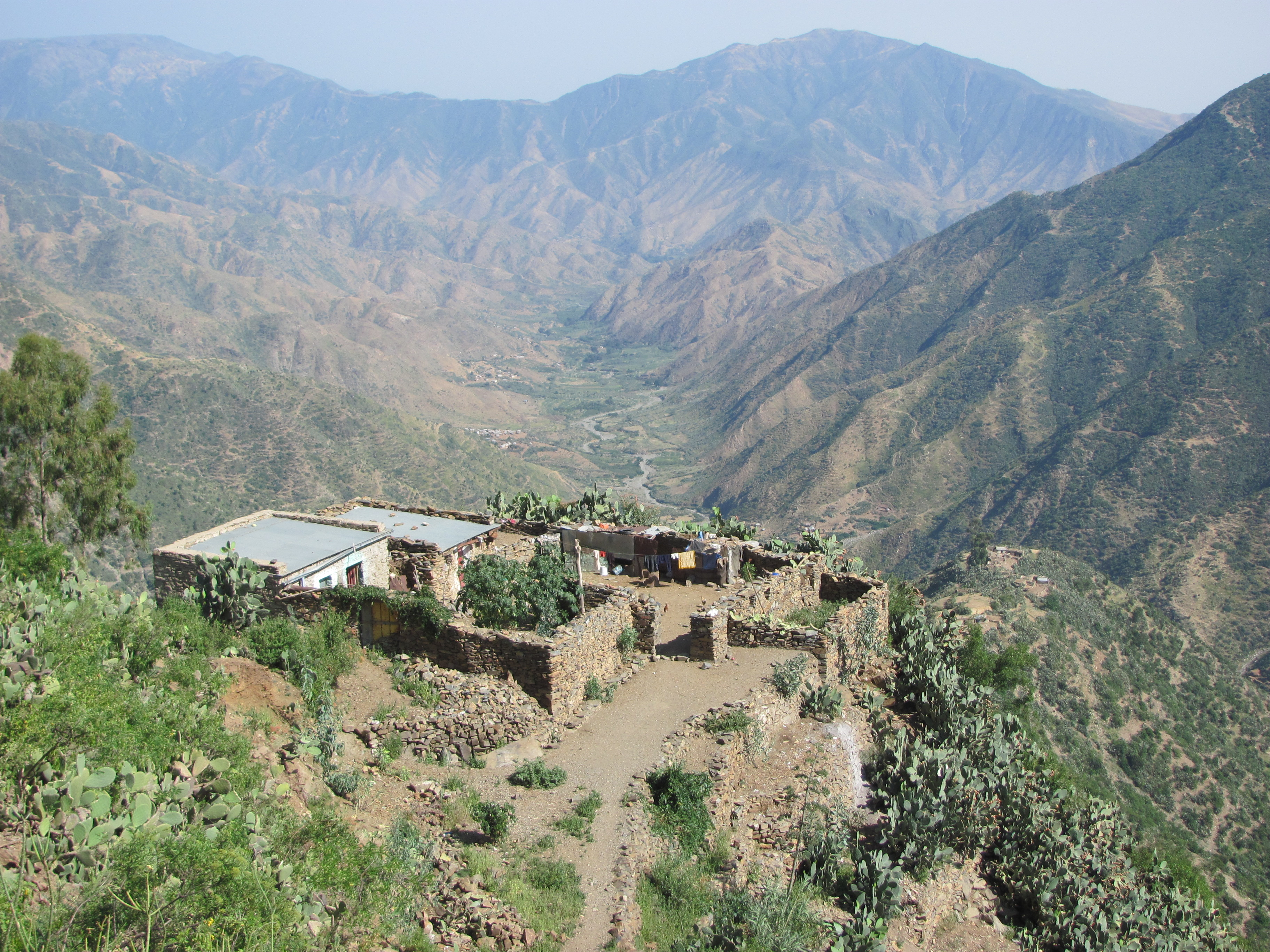
Hornatá oblast v centrální části země

Eritrea se nachází v Africkém rohu ve východní Africe, na pobřeží Rudého moře. Délka pobřeží dosahuje celkem 2234 kilometrů, přičemž 1151 km připadá na pevninu a 1083 km činí pobřeží eritrejských ostrovů. Celková rozloha země činí zhruba 124 399 km². Sousedí se Súdánem na severu a na západě, s Etiopií na jihu a Džibutskem na jihovýchodě.
Povrch charakterizují tři hlavní oblasti. První je suchý pás země při pobřeží Rudého moře, který se na sever od Zulského zálivu pohybuje v šířce 15 až 80 km, ale na jihu se rozšiřuje a ústí do Danakilské prolákliny. Celé toto území je součásti Velké příkopové propadliny. Další je hornatá oblast na severu a ve středu země, dosahující výšek mezi 1800 a 3000 metry a představující prodloužení Etiopské plošiny. Ta je charakterizována hlubokými roklinami, koryty řek a mezi nimi vysokými, strmými plošinami zvanými ambas. Poslední součástí eritrejského terénu je západní část podél súdánské hranice, tvořená savanou a k západu se svažujícími kopci. Nejvyšším bodem je hora Soira s 3018 metry, naopak nejnižším bodem je oblast poblíž Kululu dosahující 75 metrů pod hladinou moře. V rámci Eritreje se nachází přes 300 ostrovů, z nichž zhruba 100 patří k Dahláckému souostroví. Pouze několik ostrovů je trvale obydlených. V zemi sporadicky dochází k zemětřesení, nepříliš častá je také vulkanická aktivita.
Pouze méně než 5 % půdy je vhodné k orbě, zbytek je z většiny vhodný pouze k pastevectví. Některé části země, zejména pobřežní, jsou suché natolik, že nejsou vhodné ani pro pastvu. Na některých místech dochází vzhledem k rozšiřující se kultivaci půdy a takřka absenci lesnatých porostů k erozi. Vedle deforestace se eritrejské oblasti potýkají také s desertifikací, nadměrným užíváním pastvin a nemožností přístupu k části půdy vzhledem ke statisícům nezneškodněných pozemních min. Problémy pro zemědělství představují taktéž nájezdy sarančat.
Jediná trvalá řeka je Setit, tekoucí z Etiopie Eritrejí podél její západní hranice dále do Súdánu. Není však splavná. Ostatní řeky jsou pouze sezonní, vznikají během deštivých období a patří mezi ně Anseba, Barka a Mareb (zvaná též Gash), jež je zároveň hraniční řekou mezi Eritreou a Etiopií.

### Klima
Eritrejské klimatické podmínky jsou velmi rozmanité, což je dáno velkými rozdíly v nadmořské výšce. Zatímco u moře v oblasti Massawy dosahují nejvyšší teploty až 50 °C a průměrné se zde pohybují kolem 30 °C, ve výše položených oblastech ve vnitrozemí kolem hlavního města Asmary (zhruba 2300 m n. m.) je obvyklá průměrná roční teplota zhruba 16–17 °C, maximální naměřená teplota činila 26 °C. Podobné podmínky panují i v případě srážek – V Asmaře spadne za rok zhruba 500 milimetrů, v Massawě je to mírně přes 200 mm. Počasí je přes polovinu roku suché a slunečné, od února do března dochází většinou k drobnějším krátkým dešťům, zatímco dlouhotrvající deštivé období probíhá vždy od pozdního července do poloviny září. To platí zejména pro západní části země a vysoko položené oblasti, naopak na východě pevniny a na ostrovech je srážek málo. V oblasti Danakilské prolákliny neprší takřka nikdy.

## Vláda a politika

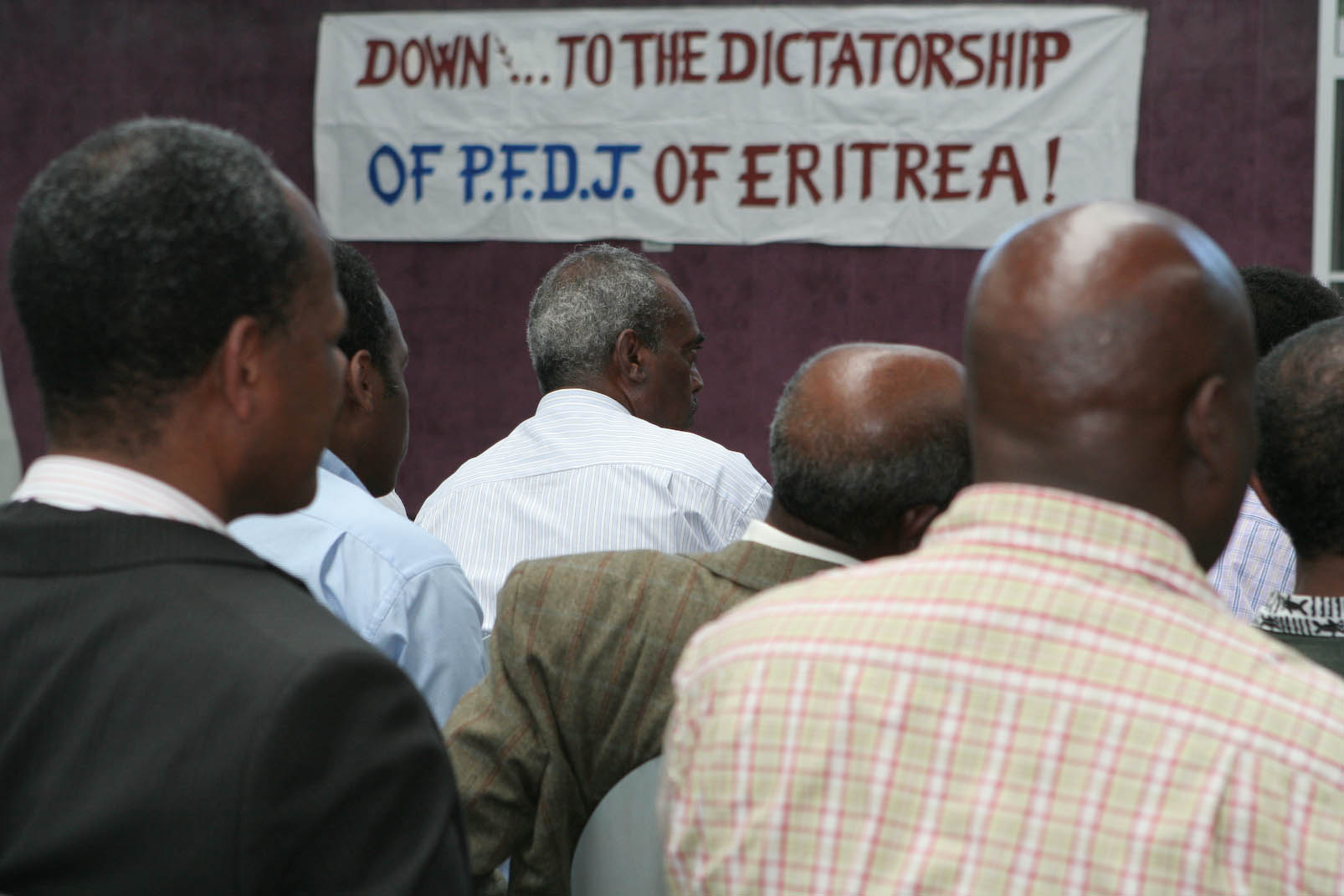
Demonstrace proti eritrejské vládě v německém Frankfurtu nad Mohanem.

Eritrea je oficiálně prezidentskou republikou. Ve skutečnosti se však jedná o diktaturu charakterizovanou vládou jedné strany. Tou je Lidová fronta za demokracii a spravedlnost (PFDJ), jež je jediným legálním politickým subjektem v zemi. Současný režim je oficiálně přechodným a původně měl sloužit k vytvoření ústavy, ratifikované roku 1997. Ta však nikdy nevstoupila v platnost, stejně tak volby ohlášené na rok 2001 byly odloženy a dodnes nebyly uskutečněny. Legislativa sestává z jednokomorového parlamentu zvaného Přechodné národní shromáždění o 150 členech. Toto shromáždění se však od roku 2002 nesešlo a mnoho jeho členů uprchlo do exilu či je ve vazbě. Nejvyšší exekutivní mocí je vláda sestávající ze 17 ministrů, vedená a jmenovaná prezidentem Isaiasem Afwerkim, který zároveň předsedá vládě, je hlavou státu, vrchním velitelem ozbrojených sil a předsedou legislativy i vládnoucí strany PFDJ. Soudní systém se skládá ze tří částí: civilní, vojenské, a speciální.
Právní systém se skládá ze zákonů Eritrejské lidové osvobozenecké fronty vytvořených před osamostatněním, upravených etiopských zákonů, tradičního práva a zákonů vyhlášených po vzniku Eritreje. V případě civilních sporů zahrnujících muslimy je užíváno právo šaría. Soudní moc není příliš efektivní. Podle nadace Bertelsmann zároveň postrádá jakoukoliv nezávislost a je kontrolována vládou, případně zájmovými skupinami blízkými vládním představitelům. Neoficiální, ale dobře organizovaný systém tradičního práva je vládní mocí tolerován. Amnesty International upozorňuje, že režim omezuje svobodu slova a vyznávání náboženství. Nejsou též povoleny žádné politické strany, občanská sdružení či nezávislá žurnalistika. K potlačení opozice vládní síly užívají svévolné zatčení, držení ve vazbě a mučení. Tisíce politických vězňů bylo drženo v bídných podmínkách, často na neznámých místech. Pokusy o překročení hranic jsou trestány zastřelením. Největší protesty proti režimu se odehrály v roce 2001, kdy také mnoho politiků vystoupilo proti přechodné vládě a žádalo zavedení ústavy, režim je však násilně umlčel. Téhož roku také zrušil činnost národního tisku. V současné době v Eritreji existuje řada ozbrojených protivládních hnutí spojených v Eritrejské národní alianci.

### Obrana a bezpečnost

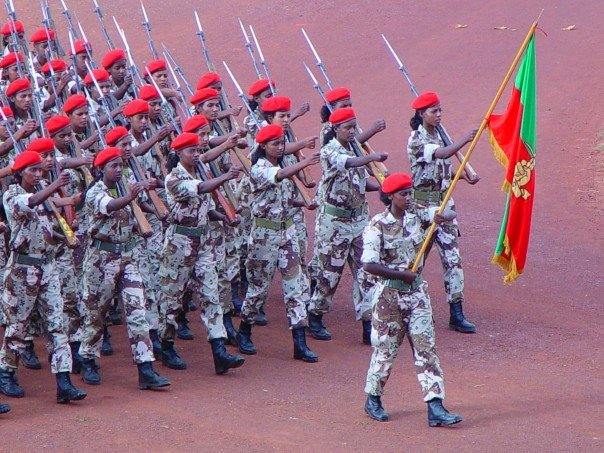
Ženská jednotka eritrejské armády

Eritrejské ozbrojené síly se dělí na pozemní síly, námořnictvo a letectvo. Po získání nezávislosti plánovala eritrejská vláda udržovat armádu v síle zhruba 30 000 mužů. Koncem 90. let narostl tento počet na 50 000 a během války s Etiopií radikálně vzrostl na 300 000. Přestože po konci války proběhla částečná demobilizace, nucené vstupy do armády, které probíhají již několik let, způsobily, že v současnosti mají armáda a národní služba dohromady přes 600 000 mužů. Na obranu se v roce 2006 vydalo 6,3 % HDP, což je 8. nejvyšší podíl výdajů HDP na světě. Podle nadace Bertelsmann se armádní špičky pravděpodobně v budoucnu budou snažit nabourat absolutní moc prezidenta, od roku 2008 mezi vládou a armádou rostou neshody a vysocí vojenští představitelé se domáhají většího vlivu na dění v zemi. Armáda v zemi vlastní mnoho podniků, drží si kontrolu nad zemědělskou produkcí i obchodem včetně pašeráctví.
Eritrejské pozemní síly měly k roku 2005 k dispozici 150 hlavních bojových tanků, 80 vozidel, 100 kusů polního dělostřelectva, 25 samohybných děl, 35 raketometů, přes 100 granátometů, 200 protitankových naváděných střel a 70 protiletadlových děl. Námořnictvo má jeden raketový člun, sedm pobřežních hlídkových člunů a tři obojživelná vozidla. Vzdušné síly měly celkem 18 bojových letadel převážně typu MiG-21, MiG-23 a MiG-29. Dále vlastní asi 15 vzdušných strojů určených k dopravě či k výcviku, případně ozbrojené vrtulníky.
Hodnověrné odhady týkající se eritrejské policie nejsou k dispozici.

### Zahraniční vztahy

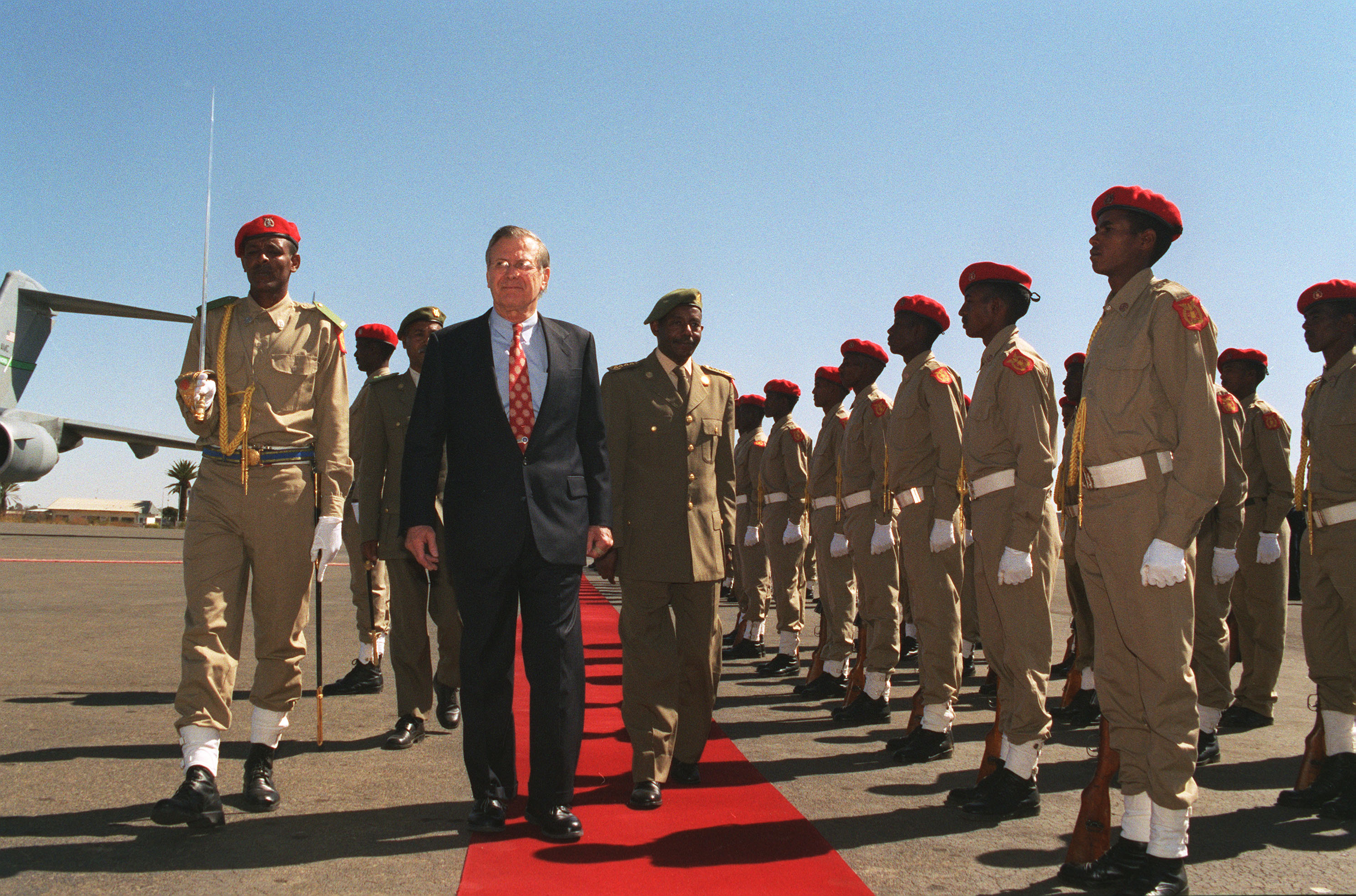
Americký ministr obrany Donald Rumsfeld v Asmaře

Po získání nezávislosti udržovala Eritrea dobré vztahy se svými sousedy a i mezinárodní společnost k novému státu přistupovala příznivě, avšak již o několik let později se země částečně dostala do mezinárodní izolace. Války s Jemenem a Etiopií kvůli teritoriálním nárokům silně narušily vztahy s těmito dvěma státy. Špatné byly také kontakty se Súdánem kvůli údajné podpoře súdánských rebelů ze strany Eritreje a sponzorování protivládních eritrejských ozbrojených hnutí Súdánem, vzájemné spory ale byly postupně vyřešeny a v současnosti vztahy mezi oběma státy pookřávají. Podobně bylo dosaženo dohody také s Jemenem, s nímž v poslední době sílí vojenská a obchodní spolupráce.
Po roce 2001 silně ochladly vztahy s evropskými zeměmi vzhledem k tehdejšímu násilnému zakročení proti kritice režimu. Nadále nejsou vyřešeny spory s Etiopií a Džibutskem, s nímž Eritrea vedla hraniční konflikt v roce 2008. Z ostatních zemí udržují kontakty s Eritrejí například Libye, Írán a zejména Čína, se kterou udržuje eritrejský stát úzkou bezpečnostní spolupráci již od svého osamostatnění. S Eritreou původně spolupracovaly také Spojené státy americké, na žádost Etiopie však tuto kooperaci ukončily. Zhruba od roku 2008 se výrazně upevnily i kontakty s Íránem, což vyvolává obavy západních států. Z významných organizací je Eritrea například členem OSN, Africké unie a Organizace sahelských zemí.

#### Vztahy s Českou republikou
Česká republika uznala eritrejský stát 24. května 1993 a téhož dne s ním navázala diplomatické styky. Vzájemný obchod se od vstupu Česka do Evropské unie řídí podmínkami stanovenými ve smlouvě z Cotonou. Pro občany České republiky je zavedena vízová povinnost. Styk s Českou republikou zajišťuje eritrejské velvyslanectví v Berlíně. Z české strany se o vzájemné styky stará zastupitelský úřad v keňském Nairobi.

### Administrativní systém

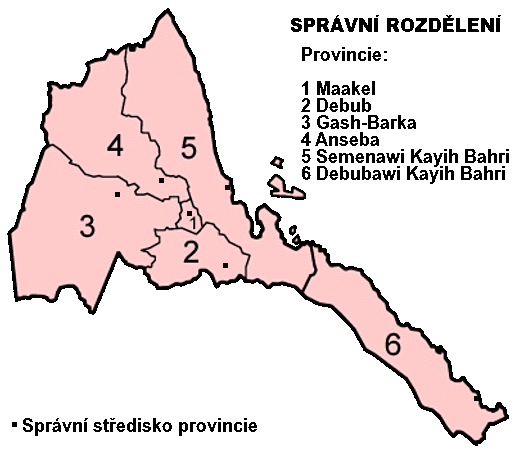
Administrativní rozdělení Eritreje

Eritrea je od dubna 1996 rozdělena na šest oblastí zvaných zobatat (singulár zoba). Jednotlivé oblasti se nazývají Anseba, Debub (Jižní), Debubawi Keyih Bahri (Jižní Rudé moře), Gash-Barka, Maakel (Centrální) a Semenawi Keyih Bahri (Severní Rudé moře). Hlavním a největším městem je Asmara (zhruba 435 000 obyvatel). Mezi další významná centra patří Keren (57 000), Assab (28 000), Massawa (25 000), Afabet (25 000), Tessenie (25 000), Mendefera (25 000), Dekemhare (20 000), Adeikeh (15 000), Barentu (15 000) a Ghinda (15 000).

## Ekonomika

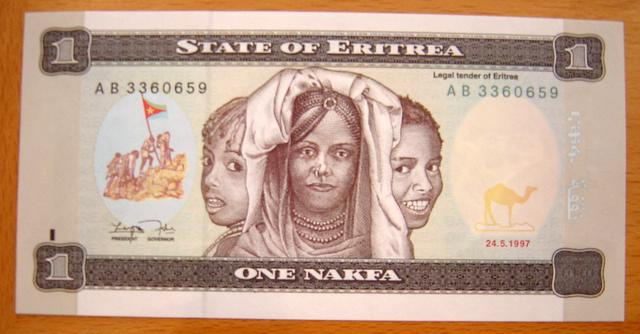
Eritrejská nakfa

Přestože byla původně ekonomika Eritreje na vyšší úrovni oproti Etiopii, po roce 1952 se investice do urbanizace a infrastruktury spolu s industrializací zaměřily na etiopské území. V době získání nezávislosti roku 1993 bylo hospodářství navíc zničeno dlouhou válkou s etiopskou armádou. Původně pozitivní růst ekonomiky vystřídal po válce s Etiopií v letech 1998 až 2000 politický i hospodářský úpadek, který trvá dodnes. Podle Mezinárodního měnového fondu Eritreu těžce postihlo čtyřleté sucho po roce 2001, jež značně zpomalilo poválečnou obnovu. Velkou zátěží byla i ztráta etiopského trhu, kterou nyní vláda řeší navázáním lepších kontaktů se Súdánem. Eritrejské hospodářství je v současnosti v podstatě řízenou ekonomikou. Hlavní slovo v ekonomických záležitostech má armáda a vládnoucí strana PFDJ.

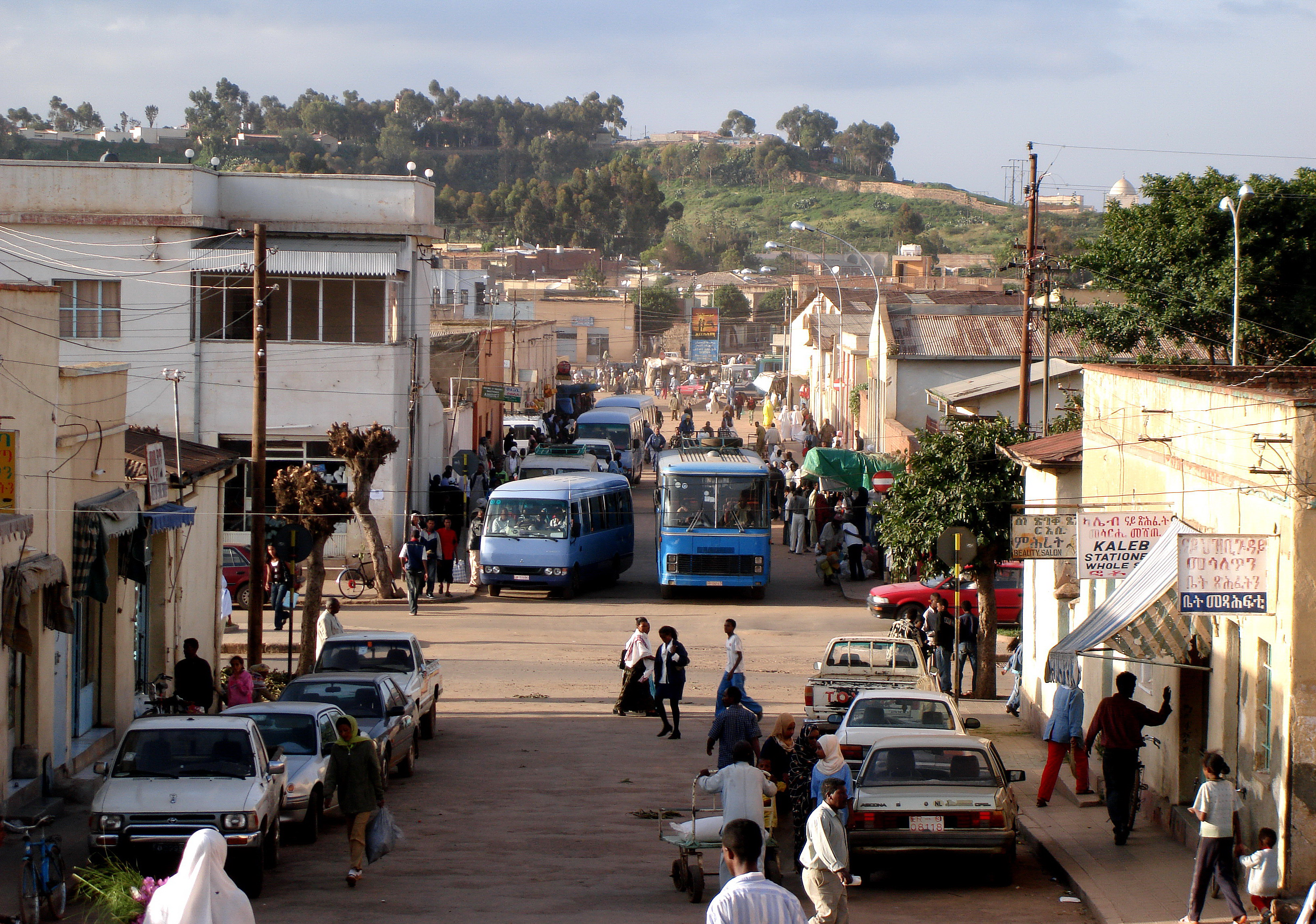
Hlavní město Asmara

Podle nadace Bertelsmann mají soukromí investoři velmi omezený prostor k podnikání, pakliže nepatří do malé skupinky podnikatelů úzce spojených s vládnoucími špičkami. Zahraniční investoři jsou často odrazováni. Trh práce je silně omezen rozsáhlými odvody do armády. Rekruti jsou zaměstnáváni v mnoha oblastech výroby, většinou v podnicích vlastněných stranickými funkcionáři nebo armádou, a nepobírají regulérní plat. Soukromé investice prakticky neprobíhají, téměř také nefunguje ani tržní soutěž. Na trhu je k dispozici zboží za dvojnásobné až trojnásobné ceny oproti zbytku světa, což je způsobeno nutností pašování mnoha potřebných výrobků, na čemž se podílejí i státní úředníci a armádní důstojníci. Průmyslová výroba je velmi nízká a množství soukromých i vládních továren přestalo fungovat. Import i export je pod přímou kontrolou vládní strany. Stále větší vliv v ekonomice náleží armádě, jejíž příslušníci se podílejí na legálních, pololegálních i ilegálních obchodních aktivitách. Skutečný odhad stavu hospodářství je velmi obtížný, protože vláda málokdy publikuje věrohodné a komplexní informace o ekonomické činnosti.

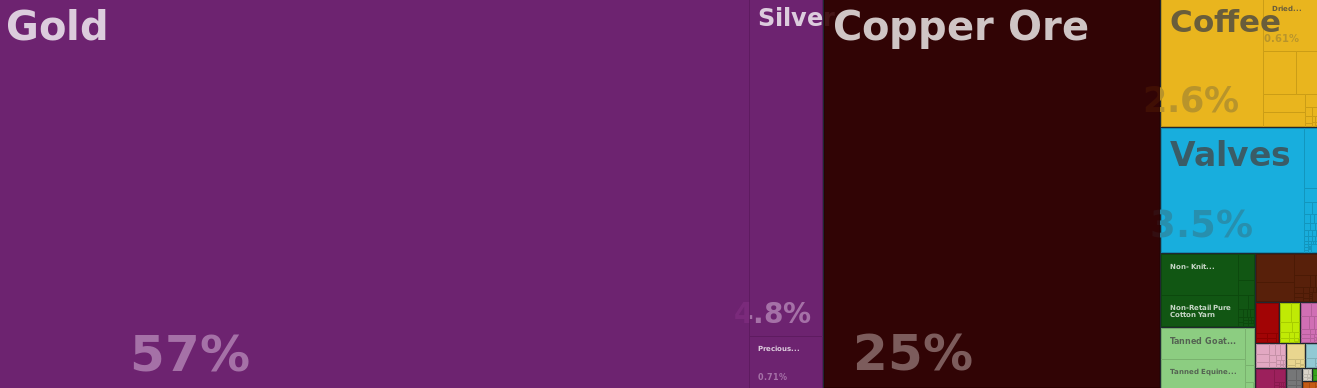
Eritrejský export

Eritrea je jednou z nejchudších zemí světa. Hrubý domácí produkt činil za rok 2010 celkem 3,625 miliardy dolarů s ročním růstem 2,2 %. HDP na hlavu v paritě kupní síly činil 600 dolarů, což řadí Eritreu mezi ostatními státy světa na šesté místo od konce. Asi 80 % obyvatelstva pracuje v zemědělství, 20 % v průmyslu či službách. Eritrejská měna se nazývá nakfa. Inflace dosahovala k roku 2010 zhruba 20 %. O místo na eritrejském trhu mezi sebou soupeří Čína, Jižní Korea, Itálie, Jihoafrická republika a Německo. Zájem je také o americké výrobky. Mezi hlavní obchodní partnery patří Itálie, Saúdská Arábie, Jemen, Súdán a Spojené státy americké. Ve vývozu převažují potraviny, živá zvířata, kůže a arabská guma, v poslední době se rozvíjí export květin, soli a textilií. V Rudém moři se loví pro export vedle ryb i sumýši. Mezi dovezeným zbožím figurují zejména stroje, ropné výrobky, potraviny a zbraně. Eritrea má zápornou obchodní bilanci – k roku 2010 činil objem exportu 25 milionů dolarů, zatímco import dosahoval výšky 738 milionů dolarů. Podstatnou část příjmu ekonomiky představují finance posílané Eritrejci ze zahraničí, které podle odhadů přispívají více než 30 % k hrubému domácímu produktu země.
Co se týče nerostných surovin, těží se zejména sůl, žula a korály. V menším množství se využívaly i naleziště zlata, mědi, potaše a železa, mezi další v budoucnosti využitelné suroviny patří také zinek, živec, sádrovec, azbest, slída a síra. Přes opakovanou snahu od dob italského kolonialismu nebyly dosud nalezeny žádné zdroje ropy.

### Zemědělství

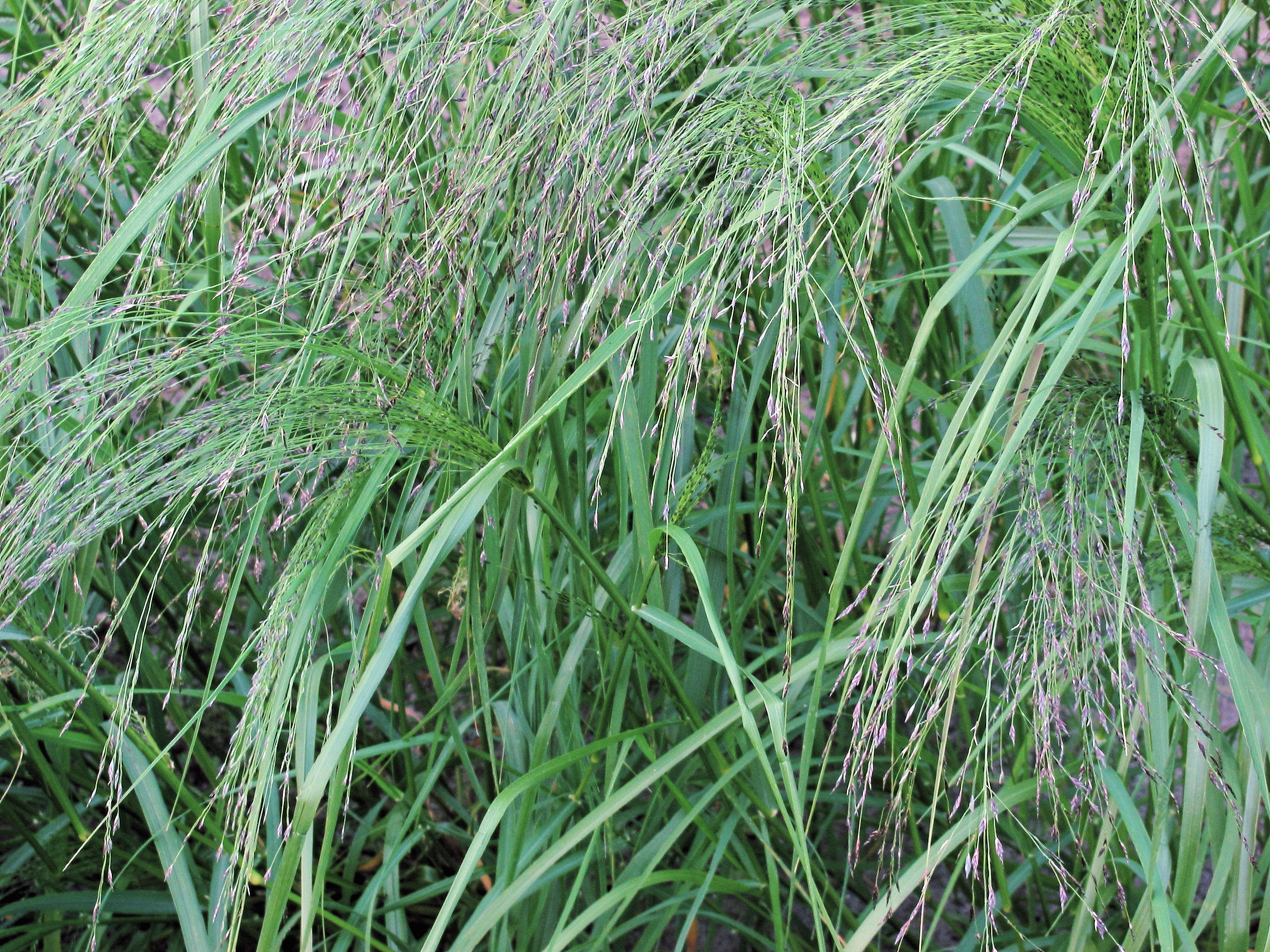
Eritrejská a etiopská endemická plodina často užívaná v zemědělství, teff neboli milička habešská

V porovnání se západním světem je eritrejské zemědělství nadále silně zaostalé. Nejsou k dispozici moderní zařízení, nejsou ani užívány moderní zemědělské techniky, převažují samozásobitelská hospodářství závislá na dešťových srážkách. Zemědělstvím se zabývají čtyři z pěti lidí v zemi, přesto přispívá k hrubému domácímu produktu jen 11,8 %. Pěstuje se zejména čirok, proso a endemická plodina teff. Z dalších zemědělských produktů je třeba zmínit i sezamová semínka, luštěniny, zeleninu, bavlnu, tabák, sisal, chmel a pšenici. Pro hospodářské využití se chovají ovce, skot, kozy a velbloudi, loví se různé druhy mořských ryb a sumýši. V mnoha oblastech se o sklizeň starají vojenští rekruti. Podle nadace Bertelsmann armáda odebírá od zemědělců jejich produkty za předem stanovené ceny, které jsou nižší než náklady na jejich vypěstování, což vede k dalšímu úpadku zemědělského sektoru.

### Průmysl
Průmyslová výroba je zaměřena na zpracování zemědělských produktů – vedle potravin se jedná o alkoholické nápoje, tabákové výrobky, textilie, kožené zboží, sklo a mramor. Hlavním průmyslovým centrem je Asmara, lehký průmysl se nachází v Massawě, Kerenu a dalších městech. V přístavu Assab se nachází ropná rafinerie, ta je však od roku 1997 zavřená. Celkově je průmyslový sektor zanedbáván a postupně upadává. V roce 2010 přispěl průmysl k HDP 20,4 %.

### Služby
Hlavní součástí služeb jsou bankovní instituce, všechny vlastněné státem nebo vládnoucí stranou. Bankovní sektor silně profituje na devizovém trhu, zatímco jeho další vývoj je omezen množstvím nevynášejících půjček. Výnosy z těchto půjček u většiny eritrejských komerčních bank nepokryjí náklady na provoz. Turistika zůstává omezená.

### Infrastruktura

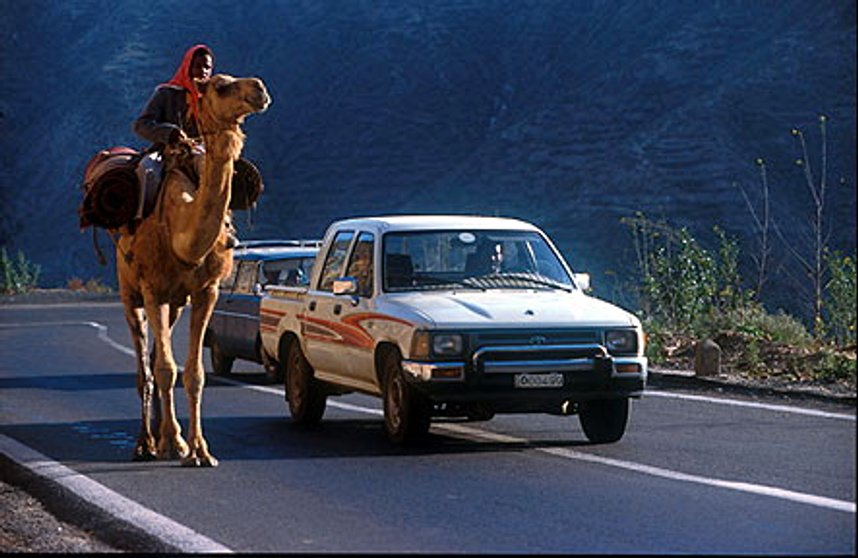
Silnice poblíž Asmary

Největšími přístavy jsou Assab a Massawa, eritrejské obchodní loďstvo má v současnosti čtyři lodě. V Eritreji je více než 4010 km silnic, z toho 874 kilometrů jsou silnice asfaltové. Nejvýznamnější silnice spojují hlavní město Asmaru s Massawou a Kerenem. Silnice z Asmary do Assabu, vzdáleného přístavu na jihu země, dosud neexistuje. V zemi původně fungovala železniční síť, postavená za italské nadvlády, ta však vzhledem k ozbrojenému konfliktu proti etiopské nadvládě od roku 1975 není v provozu. Po vyhlášení nového státu se začalo pracovat na jejím opětovném zprovoznění. Od roku 1999 byl dostavěn železniční spoj z Massawy do Embatkaly, pokračuje se na stavbách železnice do hlavního města. V letecké dopravě figuruje několik zahraničních i domácích leteckých společností. Existují dvě mezinárodní letiště – jedno v Asmaře, druhé v Massawě, celkem je v zemi 13 letišť.
V oblasti energetiky využívá Eritrea ropné tepelné elektrárny, zkoumají se možnosti využití geotermální, solární a větrné energie. K elektřině má přístup zhruba 10 % obyvatel. Telekomunikace jsou nedostatečně vyvinuté, kontrolu nad nimi si udržuje stát. Soukromé sdělovací prostředky jsou zakázané, v zemi existuje jediná televize a dvě radiová vysílání, vše ve vlastnictví státu. Internet používá zhruba 200 000 lidí.

## Obyvatelstvo

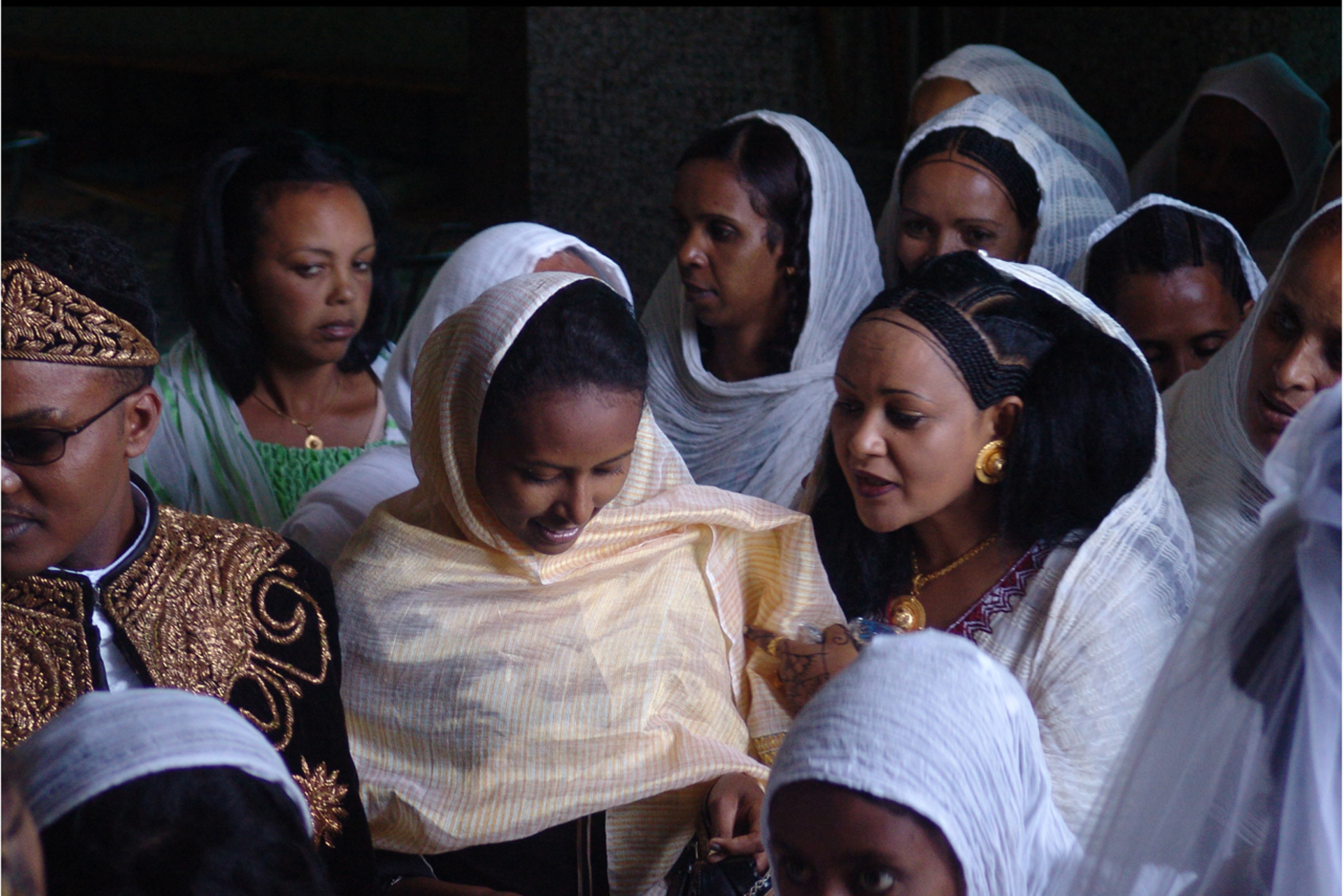
Svatba v Eritreji

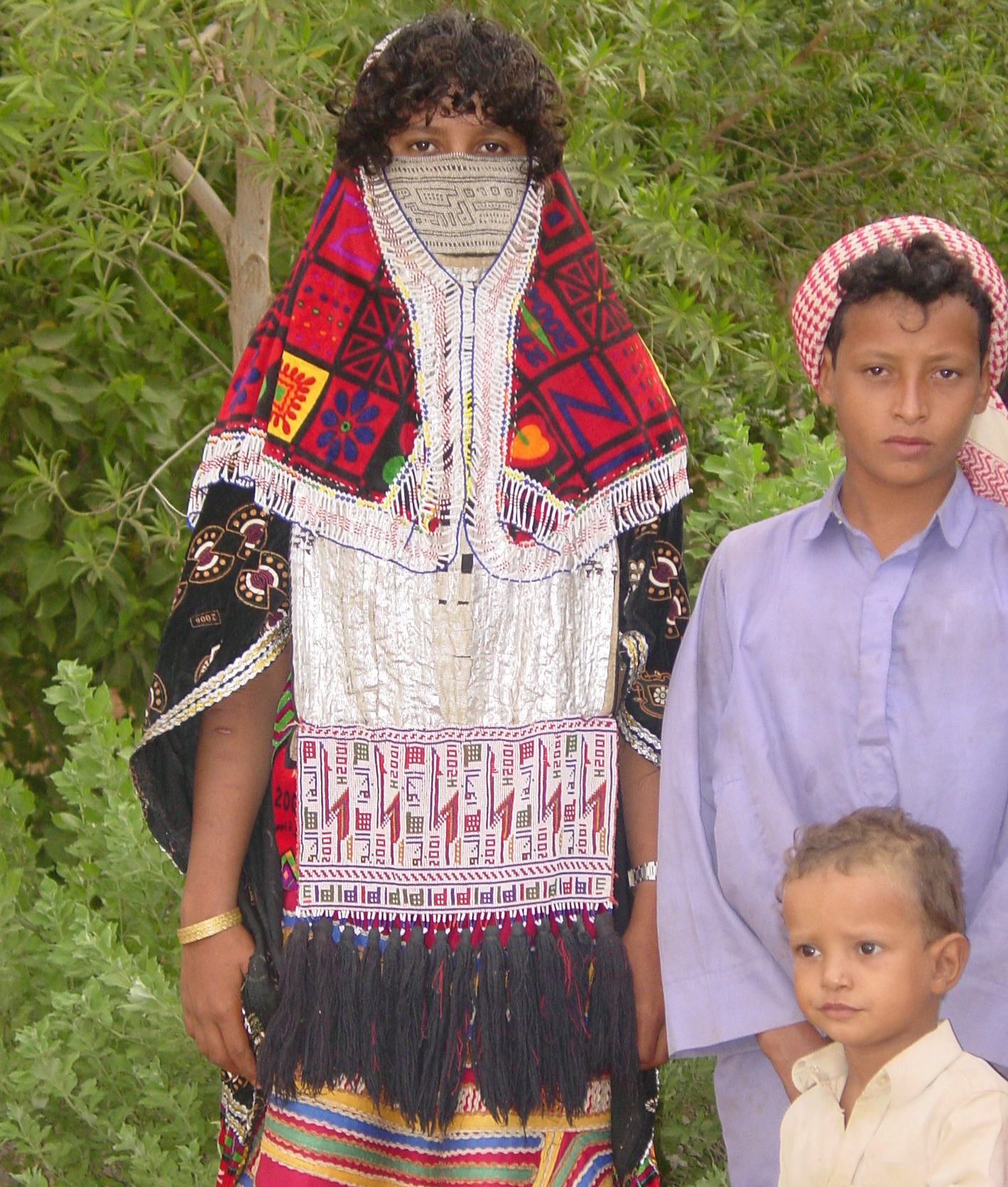
Rašaidská rodina z eritrejské pobřežní nížiny

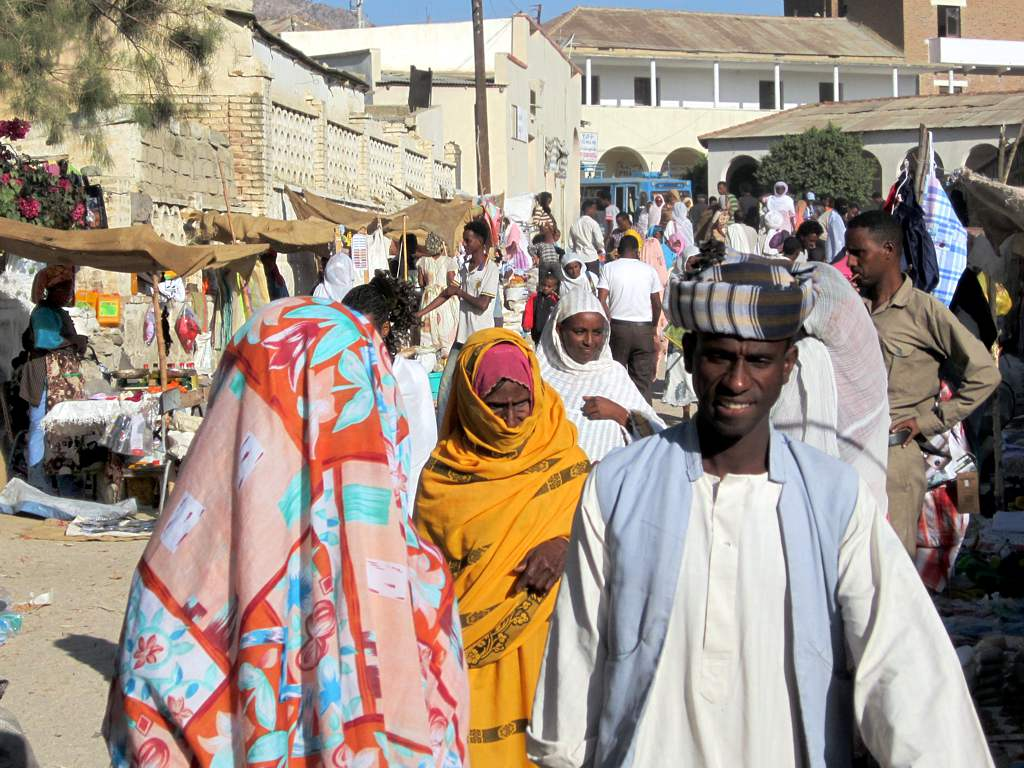
Obyvatelé města Keren

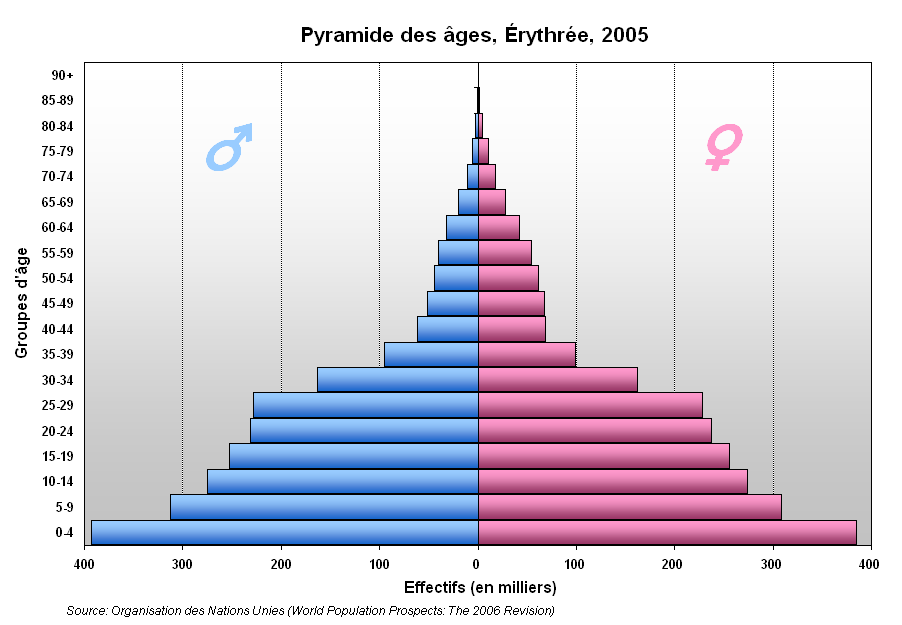
Věková pyramida Eritreje, 2005

Celková populace činila k roku 2009 zhruba 5 073 000 lidí. Odhady ročního přírůstku obyvatelstva se pohybují kolem 2,5 %. V roce 1995 měla Eritrea 3 206 000 obyvatel. Ve městech žije přes 20 % populace, urbanizace dosahuje zhruba 5,2 %. Na eritrejském území žije celkem devět hlavních etnických skupin. Největší podíl mají Tigrajové (50 % populace), následují Tigrejci (31,4 %), Sahové (5 %), Afarové (5 %), Bejové (2,5 %), Bilenové (2,1 %), Kunamové (2 %), Narové (1,5 %) a Rašaidové (0,5 %). Eritrea nemá žádný úřední jazyk. V praxi při řízení státu se užívá tigrajština, angličtina a arabština. Tigrajština i tigrejština, dva nejpoužívanější jazyky Eritreje, jsou původem semitské a vyvinuly se ze starodávného jazyka ge'ez, jejich mluvčí si však navzájem nerozumí. Vedle angličtiny, která se užívá pro střední a univerzitní vzdělání, se lze domluvit v menší míře i italštinou. Co se týče věkového rozložení, 42,1% obyvatel je mladších 15 let. Ve věku 15 až 64 let je přibližně 54,3 % populace, lidí starších 64 let je 3,6 %. Eritrejské ženy mají v průměru 5 dětí. Sociální služby zůstávají na nízké úrovni. Všechny skupiny obyvatelstva mají mít teoreticky přístup k základním službám na základě kupónů, mnohé náboženské skupiny jsou však vystaveny perzekuci a nemají rovné příležitosti.
Eritrea je celkově jednou z nejchudších zemí na světě – k roku 2005 žila více než polovina eritrejského obyvatelstva za méně než dolar na den. V poslední době se však díky účinnějšímu užívání investic do zdravotnictví podařilo snížit dětskou úmrtnost, která k roku 2011 činila zhruba 41 zemřelých dětí na 1000 úspěšných porodů. K lékařské péči má přesto stále přístup jen 52 % obyvatel ve městech a 4 % na vesnici. Odhad průměrné délky života dosahoval 62,5 roku. 0,8 % populace je nakaženo virem HIV, dalšími rozšířenými chorobami jsou žloutenka typu A, malárie, tyfová horečka a průjmy způsobené bakteriální infekcí. Čistou vodu má k dispozici 74 % městské a 57 % vesnické populace.
Přetrvává nucená militarizace společnosti a koncentrace bohatství v rukou politických a vojenských špiček. V armádě slouží na 600 000 rekrutů, kteří vykonávají různé práce pro vládou vytčený cíl samozásobitelské ekonomiky. Většinou pracují na státních projektech, na stavbě cest, případně ve veřejné správě a podnicích vlastněných politickou s armádní elitou. Mnoho těchto rekrutů i profesionálních vojáků, jakož i dalších vrstev obyvatelstva, utíká ze země, vláda však tento stav věcí popírá. Příbuzní emigrantů jsou v Eritreji vystaveni perzekuci. V lednu 2010 činil počet uprchlíků žijících v zahraničí 223 562 lidí. Dalším problémem je obchod s lidmi. Muži, ženy i děti jsou převáženi do zahraničí na nucené práce a prostituci. Mnoho Eritrejců každoročně vyráží na práci především do států v Perském zálivu, kde se někteří z nich stávají obětí podobných praktik. V mnoha oblastech výroby je běžná práce dětí, které mnohdy trpí zneužíváním ze strany zaměstnavatelů. Vláda se nepokouší tyto problémy řešit, nepomáhá ani obětem těchto aktivit a v posledních letech nebyl v této oblasti učiněn žádný větší pokrok.

### Náboženství

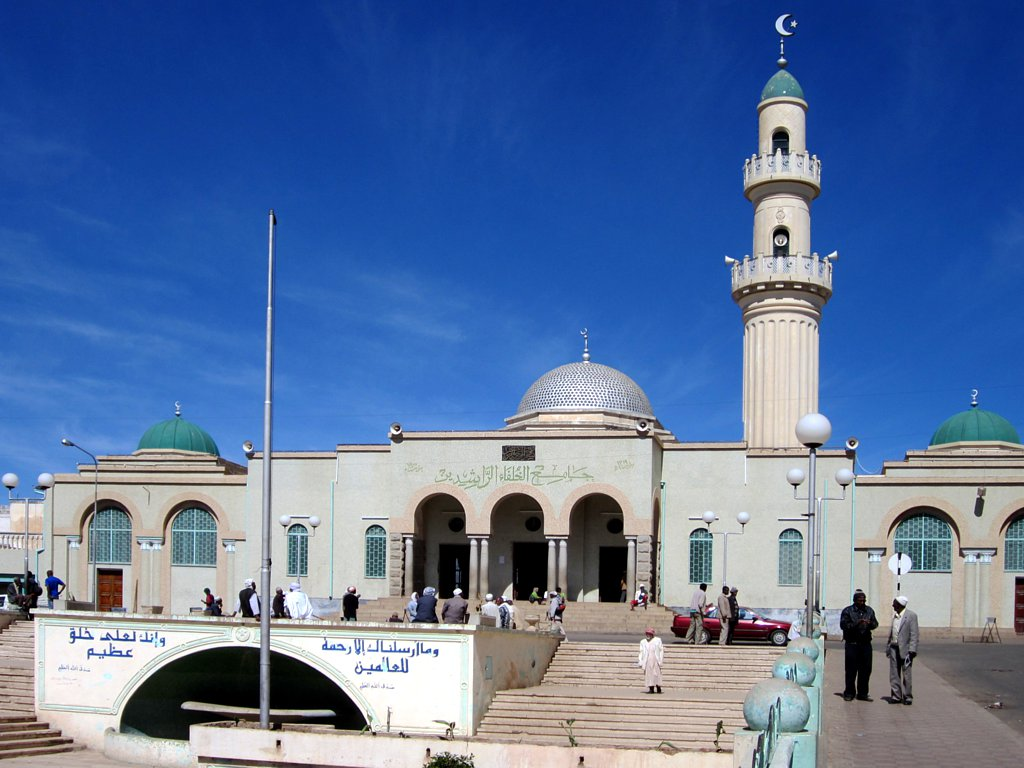
Mešita v Asmaře

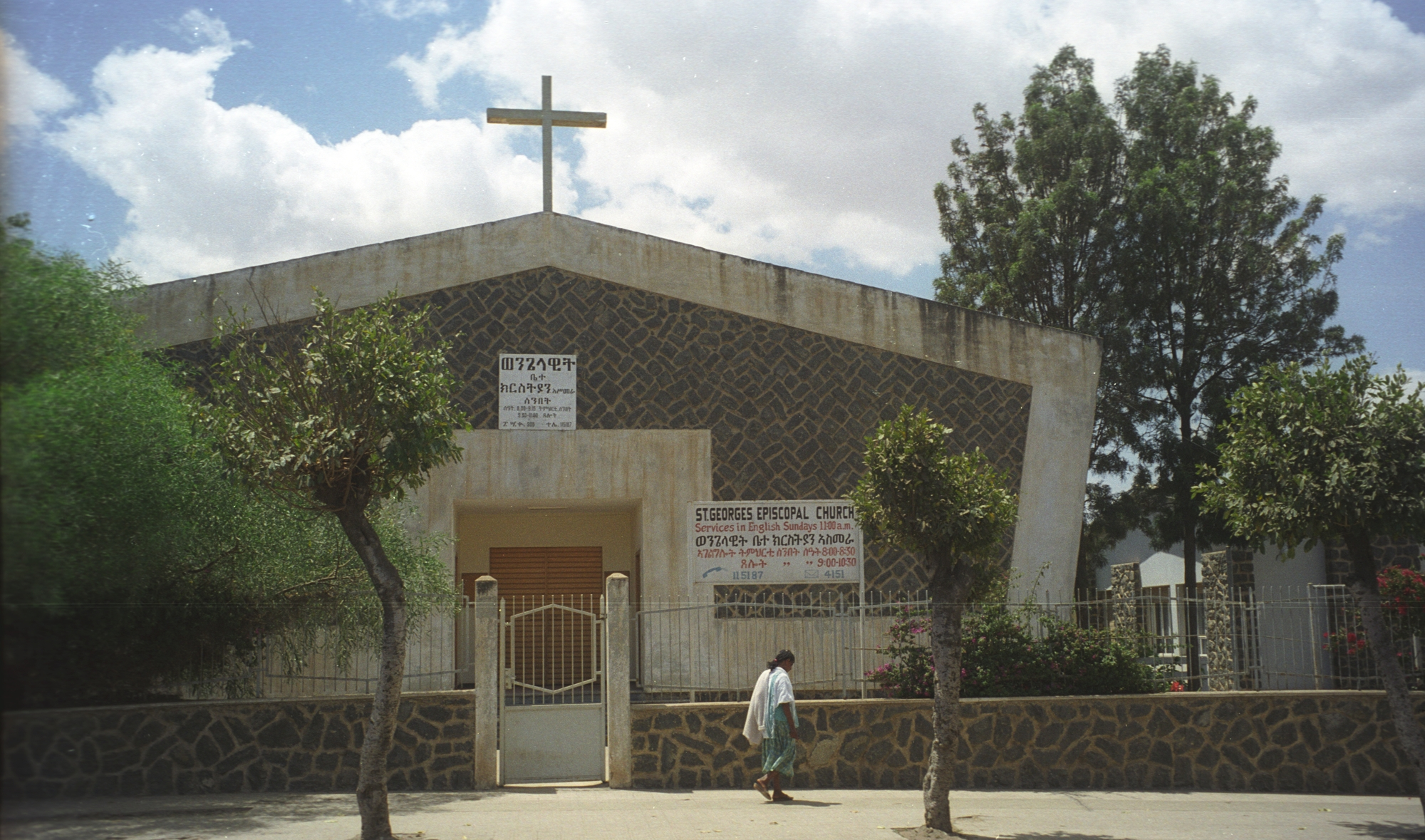
Episkopální kostel svatého Jiří, Asmara

Eritrea je definována jako sekulární stát. Křesťané tvoří zhruba 50 % populace, sunnitští muslimové 48 %, zbylá 2 % připadají na tradiční domorodá náboženství. Z křesťanů představují největší podíl orientální pravoslavní, sdružení v Eritrejské pravoslavné církvi, která se oddělila po vyhlášení samostatnosti od Etiopské pravoslavné církve. Ta i její eritrejský protějšek neuznávají chalkedonský a druhý konstantinopolský koncil, které uznaly dvojí přirozenost Kristovu, a řadí se tak mezi miafyzitní církve. Jejím nejvyšším představitelem je duchovní hodnostář zvaný abuna. Mezi další směry patří katolíci, protestanti, méně pak Adventisté sedmého dne a Svědkové Jehovovi. Zatímco islám převládá v nížinách (zejména u obchodnických vrstev, ve městech a u pastevců), zastánci křesťanství žijí ve vyšších polohách, kde se většinou živí obděláváním půdy. Katolíci (tvořící kolem 4 % obyvatel) patří převážně k eritrejské katolické církvi používající antiochijský (etiopský) ritus, stejný jako místní pravoslavní.
V omezené míře se v Eritreji vyskytují vyznavači víry bahá'í. Vláda oficiálně uznává pouze pravoslavné (tj. miafyzity), muslimy, katolíky, Adventisty sedmého dne a luterány a od května 2002 se pokouší ostatní náboženské směry potlačit. Podle nadace Bertesmann stát dohlíží na jednotlivé náboženské skupiny a jejich představitele, aby se nepokoušely vměšovat do politických a sociálních záležitostí. Taktéž soukromé schůzky za účelem hromadné modlitby jsou zakázané. Muslimové, přestože tvoří takřka polovinu populace, jsou často diskriminováni a málokdy je jim umožněno zastávat vyšší místa ve státní správě, armádě a vyučovat na vysokých školách. Z ostatních náboženským skupin jsou například Svědkům Jehovovým upírána jakákoliv občanská práva a mnoho dalších muslimských i křesťanských menšin, kupříkladu následovníci sunnitského směru wahhábismu, je vystaveno perzekuci.

## Kultura

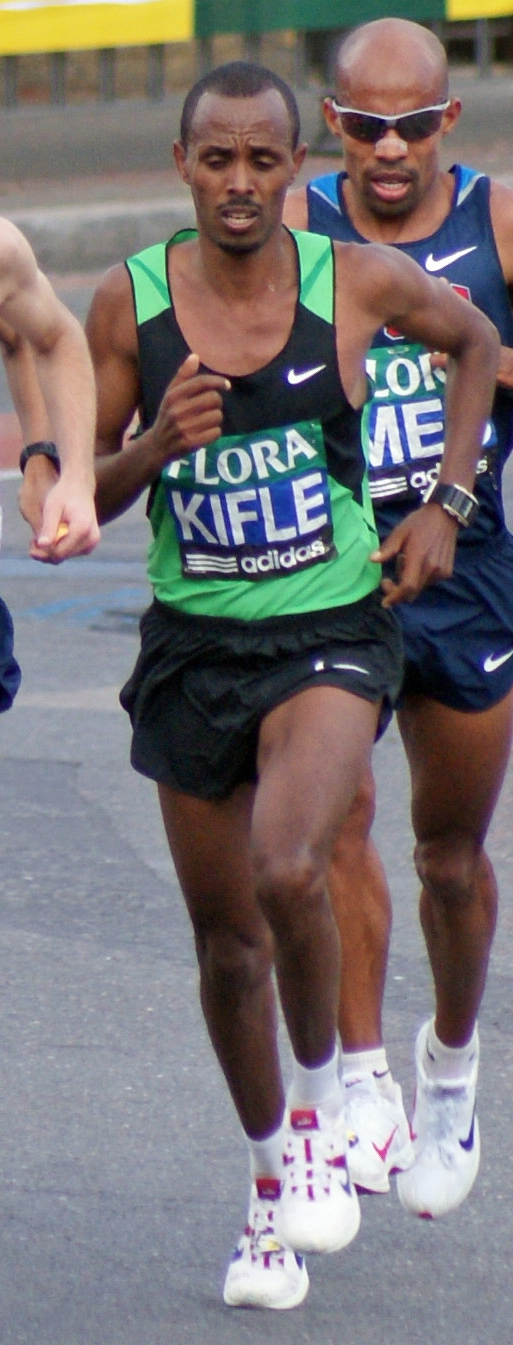
Eritrejský běžec Yonas Kifle

Eritrea je zejména v Africe proslavená hudbou z šedesátých let, kdy byla velmi oblíbená tigrajská popová hudba. Mezi nejvýznamnější současné zpěváky patří Sami Berhane, Wedi Tukul a Fyitnga. Oblíbené je v současnosti také reggae.
Eritrejská kuchyně není zatím ve světě příliš známá. Množství ingrediencí a technik má společných se svým etiopským protějškem, například chléb (či spíše placka) zvaný indžera připravovaný většinou z teffu, pšenice nebo čiroku. Užívá se také nekvašený chléb zvaný kitča. Jídlo je většinou podáváno na společný tác. Namísto příborů se k nabírání jídla používají kusy chleba. Mezi typická eritrejská jídla dále patří guláš vyrobený z ryb, masa a zeleniny zvaný zigni, dále ful, což jsou pečené fazole, pečené kuře nazývané dorho a čočkový pokrm širo. K jídlu se v Eritreji přidává směs koření berbere. Některá jídla pocházejí z dob italské koloniální epochy, například capretto (kozí maso), fritatta (zeleninová omeleta) či různé druhy těstovin. Oblíbeným nápojem je káva, ke které se někdy během vaření přidává zázvor. Ke kávě se přikusuje popcorn či zákusky.
V Eritreji jsou oblíbené sporty, zejména fotbal, který se začal hrát v době italské okupace. Národní eritrejský fotbalový tým je znám jako Red Sea Boys. Dále se mnoho Eritrejců věnuje basketbalu, cyklistice a běhu. Venkovní aktivity zahrnují nejčastěji rybaření a potápění, zejména v oblasti Dahláckých ostrovů.

### Vzdělání a věda
Dle odhadů z roku 2003 bylo 58,6 % obyvatel starších 15 let schopno číst a psát. Průměrná délka školní docházky k roku 2009 je přibližně 5 let: 6 let u chlapců, 4 roky u dívek. Roku 2009 vláda vynaložila na vzdělání 2 % HDP. Nadace Bertelsmann udává, že vzdělávací systém neposkytuje žádnou plnohodnotnou možnost vyššího vzdělání a v případě nižšího vzdělání se jeho kvalita stále zhoršuje, protože mnoho učitelů opouští ilegálně zemi. Střední školství je propojeno s armádními složkami – k dokončení 12. roku studia musí studenti absolvovat výcvik ve vojenském táboře v Sawě, poté jsou odesláni buď na vysoké školy technického zaměření, taktéž pod kontrolou armády, nebo přímo na vojenský výcvik. Asmarská univerzita je jedinou v zemi a v současnosti je stále zavřená. Tento systém vede k masovému útěku mladé generace do zahraničí.